# Сан Клементе (Казерта)
Сан Клементе је насеље у Италији у округу Казерта, региону Кампанија.
Према процени из 2011. у насељу је живело 883 становника. Насеље се налази на надморској висини од 367 м.